# Elisabeth Voigt (Malerin)

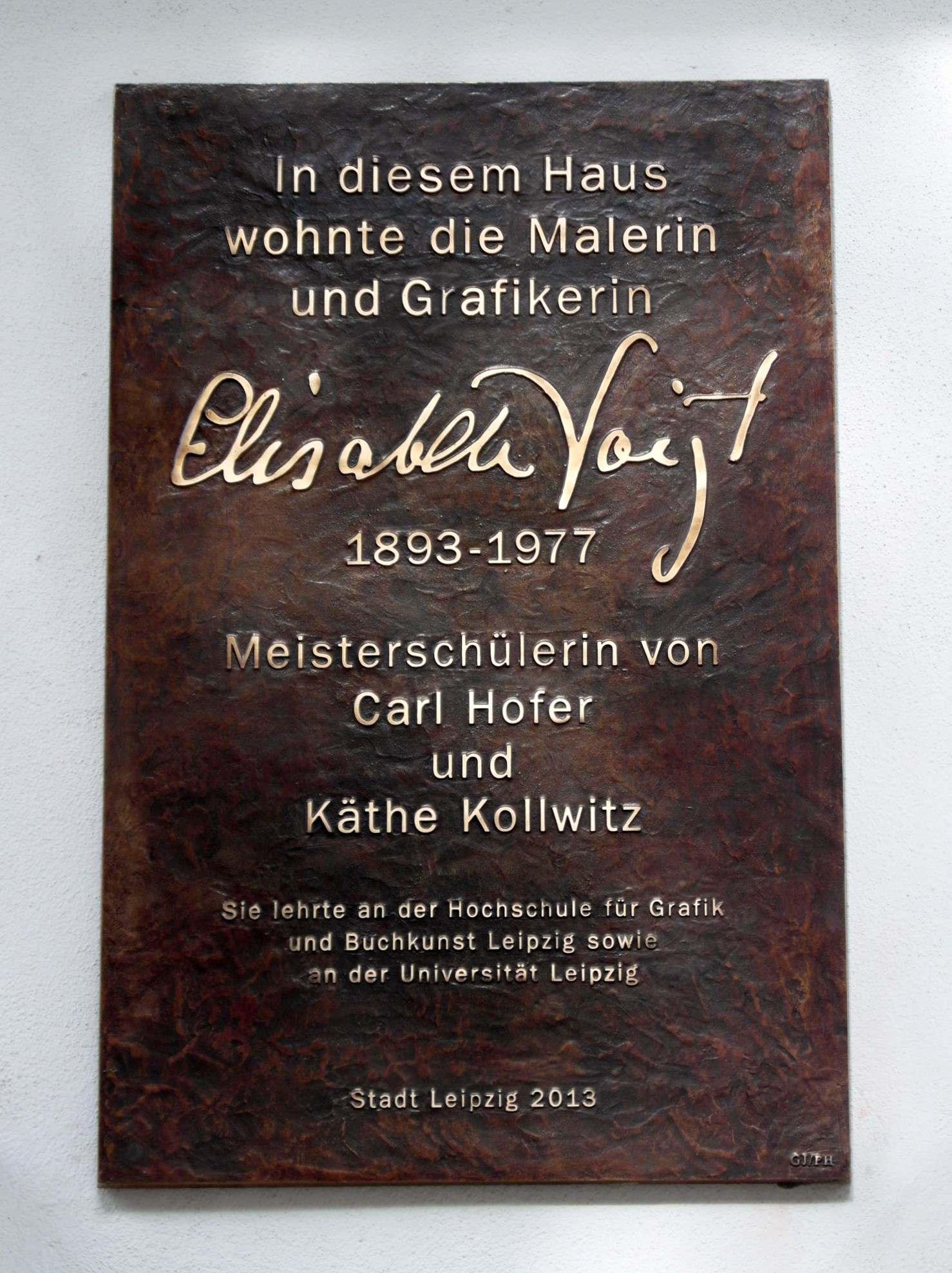
Gedenktafel für Elisabeth Voigt an ihrem ehemaligen Wohnhaus in Leipzig-Schleußig, Brockhausstraße 22

Maria Agnes Elisabeth Voigt (* 5. August 1893 in Leipzig; † 1. November 1977 ebenda) war eine deutsche Malerin, Grafikerin und Kunstpädagogin.

## Leben und Werk
Voigt wurde als Tochter des Chemikers und Fabrikanten Karl Herrmann Voigt (1858–1929) und seiner Frau Marie Luise (geb. Saupe) (1862–1935) geboren. Von 1904 bis 1909 besuchte sie die Servier'sche höhere Mädchenschule (Privatschule) in Leipzig, von 1910 bis 1911 die Morton Mc Michael School/William Penncharter School, Philadelphia, USA.
Von 1911 bis 1917 studierte sie an der Königlichen, später Staatlichen Akademie für graphische Künste und Buchgewerbe Leipzig. Nach zwischenzeitlicher Tätigkeit als Laborantin besuchte sie von 1919 bis 1927 die Vereinigten Staatsschulen für freie und angewandte Kunst in Berlin, vormals Akademische Hochschule für bildende Künste am Steinplatz in den Klassen der Professoren Ferdinand Spiegel (Anatomie), Ernst Moritz Geyger und Erich Wolfsfeld. Anschließend war sie zwei Jahre Atelierschülerin von Carl Hofer.
1927 reiste sie erstmals nach Tirol und Rom, 1929 folgte eine zweite Italienreise, die ermöglicht wurde durch ein Liebermannstipendium, mit dem sie für ihr Ölbild Beweinung am Kreuz 1921 ausgezeichnet wurde.
Von 1928 bis 1933 war Voigt Meisterschülerin bei Käthe Kollwitz. In den Jahren 1930 bis 1933 war sie zusätzlich als Bühnenbildnerin am Alten Theater Leipzig tätig. 1934/35 erhielt sie von der Preußischen Akademie der Künste ein Romstipendium an der Villa Massimo. Von 1932 bis 1942 war Voigt Mitglied im Verein der Berliner Künstlerinnen. Ab 1935 war sie als Lehrerin für grafische Techniken an der Zeichen- und Malschule dieses Vereins tätig.
Seit 1935 lebte und arbeitete sie freischaffend in Berlin. Ab 1936 folgten regelmäßige Sommeraufenthalte in Osttirol, in den Gemeinden Kals und Matrei, wo ihre wichtigsten Bildwerke entstanden. 1945 wurde ihr Atelier in der Berliner Motzstraße zweimal ausgebombt, dabei gingen große Teile ihres bisherigen Schaffens verloren. Elisabeth Voigt entschloss sich daraufhin, nach Leipzig zurückzukehren.
1947 wurde sie als Dozentin an die Staatliche Akademie für graphische Künste und Buchgewerbe Leipzig, heutige Hochschule für Grafik und Buchkunst (HGB), berufen und erhielt einen Lehrauftrag für das Grundstudium, später auch für das Fachstudium sowie parallel dazu einen Lehrauftrag an der Abteilung Kunsterziehung des Instituts für Pädagogik der Universität Leipzig. 1958 erfolgte die Emeritierung. Danach war sie wieder freischaffend in Leipzig tätig.

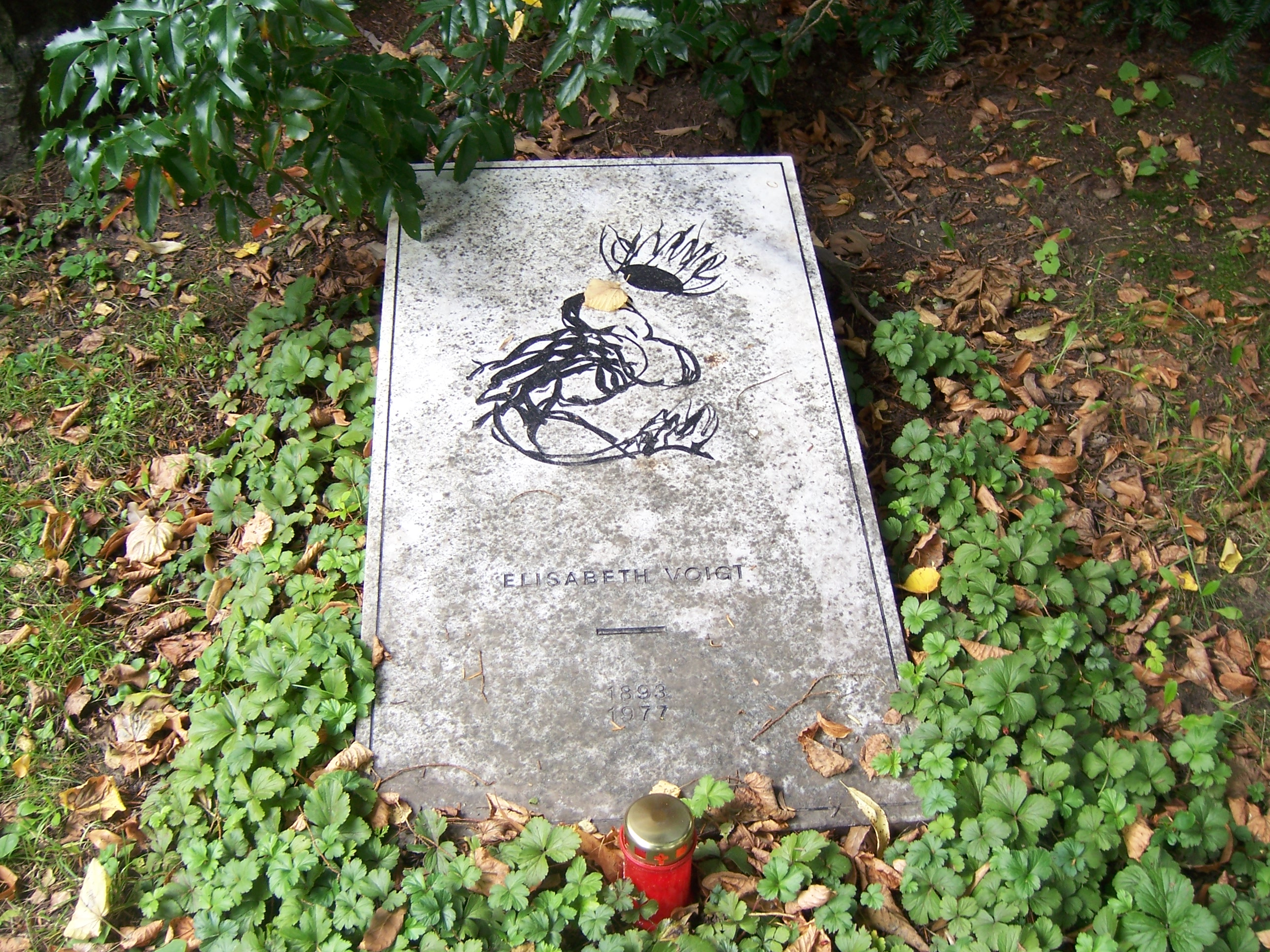
Grabstätte Elisabeth Voigt

Ihr Leben und Werk wurden geprägt durch Carl Hofer und Käthe Kollwitz sowie durch ihr künstlerisches Schaffen unter zwei Diktaturen. Trotz ihrer ablehnenden Haltung gegenüber deren Ideologien war sie beispielsweise mit einer neunteiligen Holzschnittfolge zu Hermann Löns Roman Der Wehrwolf auf der nationalsozialistischen Großen Deutschen Kunstausstellung 1937 im Haus der Kunst in München, wie auch auf Ausstellungen in der DDR vertreten. 1953 geriet Voigt in den Formalismusstreit der DDR. In dessen Folge verweigerte sie ihre Teilnahme an der 3. Deutschen Kunstausstellung in Dresden, lehnte den Nationalpreis der DDR ab und erwog, ihre Lehrtätigkeit aufzugeben. 1958 trat sie aus dem Verband Bildender Künstler der DDR aus. Auf „die hervorragende Lehrerin“ konnten die Kulturfunktionäre der DDR aber nicht verzichten (Pohl). Sie war außerdem durch ihre künstlerische Vergangenheit und die Beziehungen zu Hofer und Kollwitz geschützt (Gillen). So erfolgte im Jahr 1974 ihre Rehabilitierung mit der Ernennung zum Ehrenmitglied des Verbandes Bildender Künstler der DDR.
Elisabeth Voigts Gesamtwerk besteht vorwiegend aus Holzschnitten, Lithografien und Kreidezeichnungen sowie Aquarellmalerei und 100 Ölgemälden. Thematisch befasste sie sich anfangs vorwiegend mit geschichtlichen und literarischen Motiven. Ab den 1960er Jahren wandte sie sich verstärkt biblischen und religiösen Themen zu.
Die letzten Lebensjahre verbrachte Elisabeth Voigt zurückgezogen in Leipzig-Schleußig. Sie wurde auf dem Leipziger Südfriedhof beerdigt.

## Nachlass
Ein Teil ihres schriftlichen Nachlasses befindet sich im Leipziger Stadtarchiv. Ihr bildkünstlerischer Nachlass wird im Museum der bildenden Künste Leipzig aufbewahrt, das Arbeiten von ihr im Rahmen der Ausstellung Kunst in Leipzig seit 1949 vom 4. Oktober 2009 bis 10. Januar 2010 zeigte.
Außerdem befinden sich zahlreiche Bildwerke in öffentlichen und privaten Sammlungen im In- und Ausland, so in der Staatlichen Galerie Moritzburg Halle (Saale), im Lindenau-Museum Altenburg, im Herzog Anton Ulrich-Museum Braunschweig und im Folkwang Museum Essen.

## Werke (Auswahl)
- Ernte/Kals, 1942, Öl auf Leinwand, 72 × 89 cm, 1942; Kunsthalle der Sparkasse Leipzig[3]
- Verlorene Illusionen, um 1945, Öl auf Leinwand, Lindenau-Museum Altenburg
- Der kleine Trommler, 1926, Öl auf Leinwand, Lindenau-Museum Altenburg

## Ausstellungen
23 Einzelausstellungen und 69 Ausstellungsbeteiligungen, darunter:

### Überregional bedeutsame Ausstellungen in der Ostzone bzw. der DDR (Auswahl)
- 1946/1947: Leipzig, Museum der Bildenden Künste („Mitteldeutsche Kunst“)[4]

- 1965: Leipzig, Museum der Bildenden Künste („500 Jahre Kunst in Leipzig“)

- 1975: Schwerin („Farbgrafik in der DDR“)

- 1978: Berlin, Nationalgalerie („Revolution und Realismus“)

- 1979: Berlin, Altes Museum („Weggefährden – Zeitgenossen“)

- 1986: Leipzig, Museum der Bildenden Künste („Worin unsere Stärke besteht“)

### Einzelausstellungen (Auswahl)
- 1968 und 1987: Leipzig, Galerie Wort und Werk

- 1998: Halle, Staatliche Galerie Moritzburg. Zeichnungen und Holzschnitte,
- 2013: Leipzig, Bethanienkirche ("Individualität – Humanismus – Unabhängigkeit")

## Auszeichnungen und Ehrungen
- 1921 Max-Liebermann-Stipendium
- 1933 Albrecht Dürerpreis der Stadt Nürnberg
- 1934 und 1935 Rompreis der Deutschen Akademie der Künste mit Aufenthalt in der Villa Massimo, Rom
- 1937 Gold- und Silbermedaille der Internationalen Kunstausstellung auf der Weltausstellung in Paris
- 1940 Grafikerpreis der Stadt Bern
- 1941 Kunstpreis der Stadt Berlin
- 1941 Bronzemedaille der Deutschen Grafikausstellung
- 1943 Premio Cremona im Wettbewerb italienischer und deutscher Künstler
- 1974 Ehrenmitgliedschaft im Verband Bildender Künstler der DDR
- 2010 Gründung eines Kunstvereins Elisabeth Voigt e. V. zu Ehren der Künstlerin
- 2013 Gedenktafel der Stadt Leipzig am ehemaligen Wohnhaus der Künstlerin, Brockhausstraße 22

## Schüler (Auswahl)
- Fritz Diedering
- Gerhard Eichhorn
- Evelyn Hartnick-Geismeier
- Heinz Lanzendorf
- Wolfgang Mattheuer
- Hans Mayer-Foreyt
- Gerhard Kurt Müller
- Käte Müller
- Sieghard Pohl
- Siegfried Ratzlaff
- Werner Schubert-Deister
- Gerd Thielemann
- Werner Tübke
- Erhard Werndl von Lehenstein
- Klaus Zürner